# Los extremeños se tocan (película)
Los extremeños se tocan es una película española de comedia estrenada el 14 de abril de 1970, dirigida por Alfonso Paso y protagonizada en los papeles principales por Andrés Pajares, Rafaela Aparicio y Antonio Garisa.
La película es una adaptación cinematográfica de la obra de teatro homónima de Pedro Muñoz Seca y Pedro Pérez Fernández estrenada en 1926.

## Sinopsis
Un turco excéntrico llamado Alí cree en la teoría del doble, un sosias, que nace y muere en el mismo día que su homólogo. Decidiendo aprovecharse de su ignorancia, Marcelino se hacer pasar por la persona en cuestión, dejándose mimar por el poderoso magnate, que se hace acompañar de su seguro de vida mientras éste disfruta de una vida de lujo y derroche.

## Reparto
- Antonio Garisa como Marcelino Valbuena.
- Andrés Pajares como Roberto.
- Rafaela Aparicio como Fausta.
- Conchita Núñez como Marquesa de Fuenterría.
- Jaime de Mora y Aragón como Ali.
- Manuel Tejada como Ricardo Rondón.
- Ricardo Tundidor como Cristian Domínguez.
- Nuria Gimeno como Alegría.
- Miguel del Castillo como Director del hotel.
- José Lara como Secretario de Ali.
- José Montijano como Marido en hotel.
- Jesús Enguita como	Portavoz de la convención.
- Fabián Conde como Paralítico.
- Pilar Sirvent como	Esposa en hotel.
- María Vico como Mujer del paralítico.
- Erasmo Pascual Jr. como Leoncio.
- Álvaro Portes como	Informador de Ali.

## ¿Dónde se rodó?
Barajas Hotel, Madrid
Madrid